# Rashid bin Ahmad Al Mualla
Le cheikh Rashid bin Ahmad Al Mualla (1876–1922, arabe : شيخ راشد بن أحمد المعلا) fut le souverain d'Umm Al-Quwain de 1904 à 1922, l'un des États de la Trêve et aujourd'hui l'un des sept émirats constituant les Émirats arabes unis (EAU). Il a renforcé son influence sur les tribus de l'intérieur, aux dépens du dirigeant prédominant de l'époque dans les États de la Trêve, le cheikh Zayed bin Khalifa Al Nahyan (en).

## Accession
Il accéda au pouvoir le 13 juin 1904, à la suite du décès de son père, le cheikh Ahmad bin Abdullah Al Mualla. En septembre de la même année, il écrivit au Résident politique britannique pour confirmer son accession et accepter les obligations des traités signés par ses ancêtres. Peu après son accession, il épousa une fille du souverain d'Ajman, son oncle (du côté maternel).

## Tribus en guerre
Rashid bin Ahmed était un homme politique avisé et a lancé une campagne pour accroître son influence parmi les tribus bédouines, en particulier les puissants Bani Qitab (en). Cela l'a conduit, en 1905, à s'impliquer dans un conflit qui avait éclaté dans la vallée de Hatta entre la tribu Na'im (en) et les Bani Qitab.
La ville de Masfout dans la vallée de Hatta était traditionnellement habitée par les Na'im, originaires de Buraimi. Ils se sont retrouvés menacés lorsque les Bani Qitab ont construit un fort dans la vallée et ont commencé à harceler les caravanes passant par le col reliant la côte omanaise à la région du golfe Persique. En faisant appel à Sheikh Zayed bin Khalifa Al Nahyan (en), le souverain le plus influent des Cheikhs Truciaux en matière de questions tribales, et après une rencontre des Cheikhs Truciaux à Dubaï en avril de cette année-là, les Na'im ont obtenu son soutien. Cependant, Rashid bin Ahmed a soutenu les Bani Qitab et, bien que les Na'im aient conservé Masfout, Rashid a gagné un rôle dans les affaires des Bédouins aux dépens de l'influence de Zayed.
Cette ascension se poursuivit l'année suivante, lorsque les Bani Qitab furent en conflit avec les Balush de Dhahirah, une tribu loyale tant aux Bani Yas d'Abou Dabi qu'aux Al Bu Falasah (en) de Dubaï.
Les Bani Qitab attaquèrent les Al Balushi à Mazim, faisant plusieurs victimes. Les Al Balushi firent appel à Sheikh Zayed bin Khalifa, qui prit leur parti, mais se retrouva opposé à Rashid bin Ahmad, qui soutenait les Bani Qitab. Une guerre générale fut évitée grâce à une réunion des Cheikhs Truciaux et des tribus de l'intérieur, organisée à Khawaneej, près de Dubaï, en avril 1906. Cette rencontre déboucha sur un accord assignant la responsabilité des tribus aux souverains, Rashid bin Ahmad prenant en charge les Bani Qitab. Les Balush acceptèrent par la suite les avances de Mascate lorsque des compagnies pétrolières commencèrent à prospecter dans leur région ou district, et Dhahirah fait aujourd'hui partie d'Oman.

## Interventions des britanniques
Le conflit avec Abou Dabi couva encore longtemps, et en février 1907, le Résident politique à Bushire, Percy Cox, fut impliqué lorsque les deux parties menacèrent de s'affronter à la dépendance intérieure d'Umm Al Quwain, Falaj Al Ali (aujourd'hui Falaj Al Mualla). Le HMS Lawrence fut ancré au large de Sharjah pour renforcer la médiation de Cox. Rashid bin Ahmad fut remis à Cox après une semaine de négociations, dans un état bien pire après sa captivité.
Comme souvent dans les États Truciaux, un incident relativement mineur dégénéra en préparatifs de guerre lorsqu'un marin somalien fut tué à Ras Al Khaimah en 1919. Les coupables s'enfuirent à Umm Al Quwain, où Rashid bin Ahmad leur offrit un refuge. Le Sheikh Sultan bin Salim Al Qasimi de Ras Al Khaimah envoya des hommes patrouiller à la frontière d'Umm Al Quwain au cas où les coupables tenteraient de fuir, mais Rashid bin Ahmad les envoya plutôt par mer pour vandaliser Jazirat Al Hamra, où plusieurs huttes furent incendiées. D'autres souverains se rangèrent derrière les deux parties, et le Résident politique britannique intervint pour éviter la guerre. Sous la pression des amis du marin tué et des Britanniques, Sultan bin Salim finit par payer la diya (dîme du sang) à la famille du marin.

## Mort
Sheikh Rashid bin Ahmad Al Mualla est décédé d'une pneumonie en août 1922, ce qui a entraîné une période de succession contestée durant sept ans.